# Stegaspis
Stegaspis ist eine Gattung der Buckelzirpen von der nur zwei Arten beschrieben sind: Stegaspis fronditia und S. bracteata. Die beiden Arten kommen im nördlichen Südamerika und südlichen Mittelamerika vor. Für beide Arten gibt es eine Reihe von Synonymen.

## Merkmale
Bei Stegaspis fronditia besteht ein klarer Sexualdimorphismus, das Weibchen hat ein mehr oder weniger L-förmiges Pronotum mit einem stumpf endenden breiten Fortsatz über dem Kopf, das Männchen hat ein rundes Pronotum. Bei S. bracteata ist das Pronotum bei Männchen und Weibchen gleich, ungefähr dreieckig, vorne fast gerade. Das Pronotum ist fein punktiert und behaart. Die Arten sind 5,6 bis 7,7 mm lang, gelblich, rötlich braun oder dunkelbraun. Die Tiere sind vermutlich durch Gestalt und Färbung ihres Pronotums als vertrocknetes Blatt getarnt.

## Lebensweise
Meistens kommen diese Buckelzirpen einzeln vor, manchmal wurden aber auch kleine Gruppen von erwachsenen Tieren mit Larven beobachtet. Manchmal kommen die Stegaspis-Zikaden gemeinsam mit Ameisen vor, es wurden auch akustische Signale beschrieben.